# 프랑크푸르트행 여행자
프랑크푸르트행 여행자(Passenger to Frankfurt)는 애거사 크리스티가 1970년에 쓴 추리 소설이다. 애거사 크리스티의 80번째 생일을 위해 출판되었다.